# Flyer (Unternehmen)

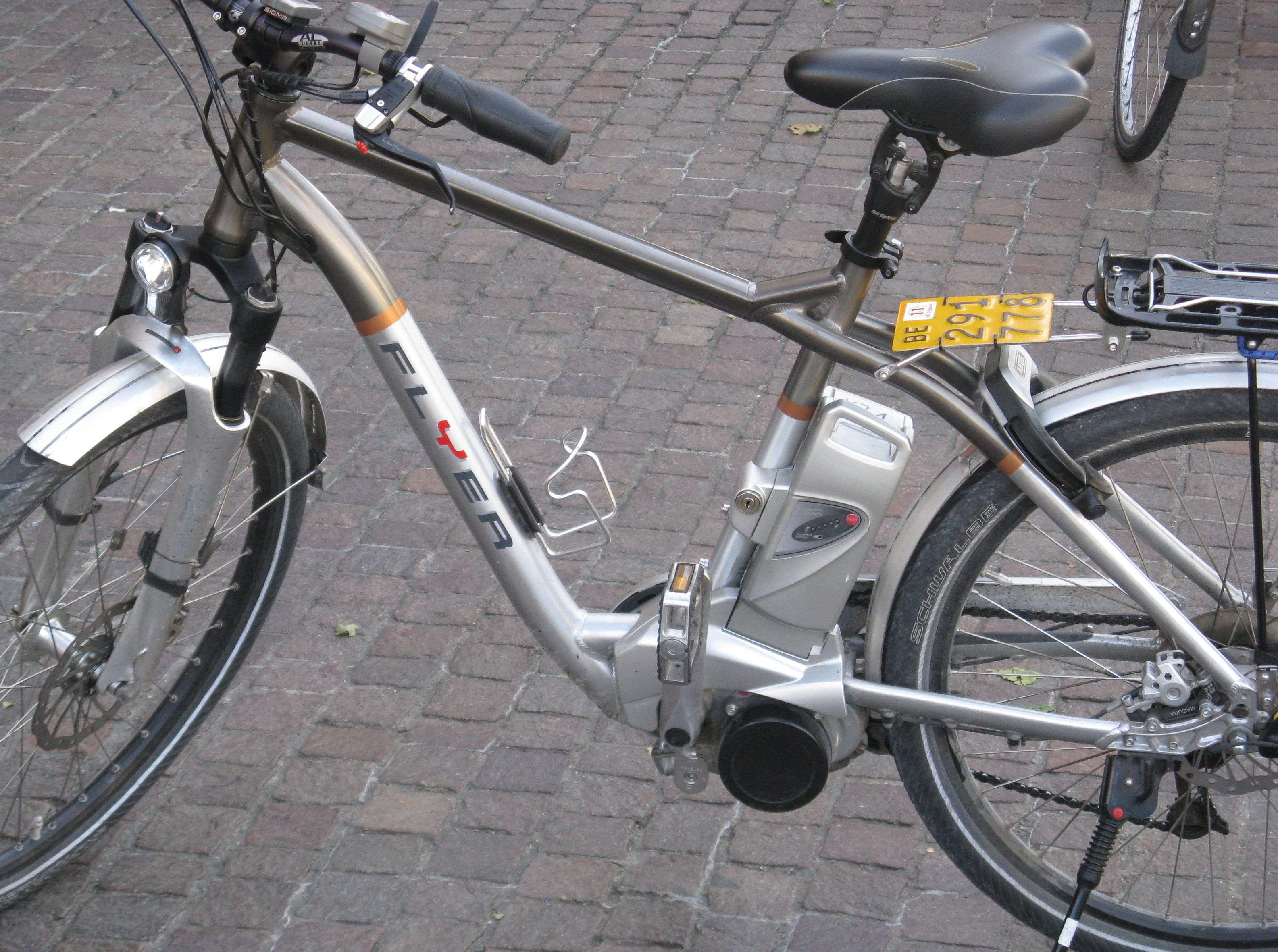
Ein E-Bike Flyer mit Elektroantrieb hinter der Tretkurbel-Achse („Mittelmotor“), 2011

Die Flyer AG (ehemals Biketec AG) produziert E-Bikes und hat ihren Sitz in Huttwil (Kanton Bern). Sie ist mit rund 200 Mitarbeitenden einer der grössten Arbeitgeber in der Region. 
Sie ist seit 2017 Eigentum der Zweirad-Einkaufs-Genossenschaft (ZEG) und produzierte im Jahr 2019 nach eigenen Angaben mehr als 60.000 E-Bikes.
Etwa drei Viertel davon wurden exportiert, vor allem nach Deutschland, nach Österreich und in die Niederlande. Daneben ist die Flyer AG auf anderen Märkten aktiv, zum Beispiel in der Schweiz, in Frankreich und in Italien.

## Geschichte
Im Jahr 1993 baute Philipp Kohlbrenner sich ein Fahrrad mit einem Scheibenwischermotor eines Lastwagens und einer Autobatterie. Um die Leistung des Elektromotors zu kontrollieren, verwendete er ein Amperemeter und zum Starten diente ein Kippschalter am Fahrradlenker. Auf diesem Prototyp basierend entwickelte das Unternehmen BKTech AG in den Jahren 1995 bis 1999 eine erste Kleinserie und nannte die E-Bikes Flyer.
Die Nachfrage nach neuen Mobilitätskonzepten Anfang der 2000er Jahre löste ein starkes Wachstum des Unternehmens aus. Die BKTech AG baute im Jahr 2009 in Huttwil das erste ausschliesslich für E-Bikes konzipierte Werk Europas.
2015 kaufte Flyer die Handelspartner Biketech in Österreich und Amazing Wheels in den Niederlanden.
Im Juli 2017 kaufte die Zweirad-Einkaufs-Genossenschaft (ZEG) mit Hauptsitz in Köln alle Aktien der Flyer AG.
2018 übernahm die Flyer AG die Flyer-Aktivitäten der BKTech. Während der weltweiten COVID-19-Pandemie boomte der Markt für E-Bikes. 
Im September 2023 kündigte Flyer nach einem massiven Umsatzrückgang an, 80 von 302 Stellen abzubauen. 
Im Oktober 2024 wurde bekannt, dass die Produktion ins Ausland verlagert werden soll.

## Produkte
2003 verbaute die Flyer AG erstmals einen Lithium-Ionen-Akkumulator in ein E-Bike, eine Premiere in Europa. Diese E-Bikes waren leichter als die zuvor gebauten und hatten eine größere Reichweite. 
Seit Jahren (Stand 2023) gibt es vier Produktlinien: Mountain, Crossover, Tour und Urban. Bei den Modellen kann man diverse Ausstattungsmerkmale wählen (zum Beispiel eine Kettenschaltung oder eine Nabenschaltung).
Flyer verkauft (Stand 2023) neben E-Bikes mit Motoren und Akkus des Marktführers Bosch auch ein in Zusammenarbeit mit Panasonic entwickeltes System ('FIT-System') mit einem Panasonic-Mittelmotor.